# Райнін Ігор Львович
І́гор Льво́вич Ра́йнін (6 серпня 1973, Харків, Українська РСР, СРСР) — український проросійський державний і політичний діяч, підприємець. З 29 серпня 2016 до 19 травня 2019 року — Глава Адміністрації Президента України. Член РНБО (з 29 серпня 2016 до 31 травня 2019).
З 27 листопада 2019 року — голова Харківської обласної організації партії «Опозиційна платформа — За життя».

## Освіта
У 1997 році закінчив Харківський авіаційний інститут ім. Жуковського, спеціальність — «Двигун і енергетичні установки космічних літальних апаратів», кваліфікація — інженер-механік.
У 2000 році закінчив Харківський філіал Національної академії державного управління при Президентові України, магістр за спеціальністю «державне управління». Кандидат наук з державного управління.

## Професійна діяльність
З вересня 1990 по липень 1993 року — технік-наладник газового обладнання кооперативу «Наладчик», інженер-наладник Державного підприємства інженерно-консультаційного центру «Техсервіс».
З липня 1993 по січень 1996 року — начальник дільниці виробничо-комерційної фірми «Агріс», потім до квітня 1998 року — заступник генерального директора, генеральний директор ТОВ «Навчально-науково-виробничий центр „Охорона праці“».
У квітні-серпні 1998 року — спеціаліст Коломацької районної державної адміністрації.
З липня 2000 року по березень 2001 року — виконавчий директор ТОВ «Навчально-науково-виробничий центр „Охорона праці“».
У березні 2001 — квітні 2002 року — начальник управління координації проектів міжнародної технічної допомоги Головного управління економіки Харківської обласної державної адміністрації (ХОДА).
У квітні 2001 — березні 2010 року — заступник, перший заступник начальника Головного управління економіки Харківської ОДА.
У 2010 — генеральний директор Національного наукового центру «Інститут метрології».
У липні 2010 — березні 2014 року — заступник директора ТОВ «Сінтофлекс».
З квітня по листопад 2014 року — перший заступник голови Харківської обласної державної адміністрації.
З 17 листопада 2014 по 3 лютого 2015 року — заступник Глави Адміністрації Президента України.
З 3 лютого 2015 року по 29 серпня 2016 року — голова Харківської обласної державної адміністрації (ХОДА).
З 29 серпня 2016 року по 19 травня 2019 року — Глава Адміністрації Президента України.

## Політична діяльність
На початку 2000-х був членом Харківського осередка партії СДПУ(о). У лютому 2002 року був зареєстрований кандидатом в депутати до Харківської міської ради 24-го скликання від СДПУ(о).
Депутат Харківської обласної ради VI—VII скликання.
З 2010 року перебував в опозиції до режиму Януковича.
З лютого 2015 року по травень 2016 року очолював Харківську територіальну організацію партії «Солідарність» — Блок Петра Порошенка.
3 29 серпня 2016 року призначений п'ятим президентом України Петром Порошенко главою Адміністрації Президента України.
З 27 листопада 2019 року — голова Харківської обласної організації партії «Опозиційна платформа — За життя».

### Радники
На 21.07.2017 глава АП мав п'ятьох радників — одного штатного (фахівець з інформаційних питань Юрій Чевордов був призначений на цю посаду у грудні 2016 року) і чотирьох позаштатних:
- Олексій Логвиненко — колишній заступник голови Харківської ОДА і нардеп двох скликань (2006—2012), екс-глава наглядової ради банку «Мегабанк»
- Денис Денисенко — директор ТОВ «Центр політичного консалтингу»
- Наталія Попович — член правління Української асоціації зі зв'язків з громадськістю (UAPR), співголова PR-комітету Американської торгівельної палати
- Геннадій Курочка — керівний партнер CFC Consulting

Втім, за 2.5 місяця двоє останніх залишили список радників. Також АП повідомило про штатного помічника голови АП стала Анну Ващенко, яка раніше працювала на посаді головного спеціаліста в департаменті капітального будівництва Харківської ОДА.

## Скандали
Після призначення Райніна на посаду очільника Харківської області виробник гідравлічних і парових турбін «Турбоатом» став здійснювати закупівлі у ТОВ "Навчально-науковий виробничий центр «Охорона праці», засновниками якого були батьки глави регіону — Лев (гендиректор підприємства) і Анна Райніни. У 2011—2012 роках Ігор Райнін також значився серед засновників цієї компанії. Також серед закупівельників компанії батьків Райніна значилася акціонерна компанія «Харківобленерго».
У лютому 2017 року Харківський антикорупційний центр опублікував проєкт рішення Харківської міськради, згідно з яким міська влада мали безкоштовно передати у власність ЖБК «Сінтобуд» земельну ділянку площею 1,5123 га за адресою Жасминовий бульвар 17. Цю компанію заснували представники оточення Ігоря Райніна — Олег Базарненко, Валерій Куценко, Денис Остапенко, Віталій Яцюк і Аліна Платонова, а в березні 2014 року в ній працював і сам Райнін. Після оприлюднення цієї інформації кооператив відмовився від отримання землі.
24 листопада 2022 року на засіданні профільної комісії Харківської обласної ради депутати рекомендували позбавити звання «Почесний громадянин Харківської області» колишнього главу Адміністрації президента та ексголову Харківської ОДА Ігоря Райніна через «антиукраїнські та колаборантські погляди». 3 грудня обласна рада ухвалила рішення про позбавлення звання.

## Міжнародне співробітництво
- Харківщина демонструє успіхи в європейських реформах та становленні демократії. Джеффрі Пайетт
- «Реформи в Україні прямують  у правильному напрямку, але буде краще, якщо темпи прискоряться. Швидке лікування краще для пацієнта за повільне. В української влади є програма комплексного лікування економіки», — додав Лєшек Бальцерович
- ХОДА і Американська торгова палата в Україні підписали додаткову угоду до Меморандуму про співпрацю
- Portis Consulting — «Електронний уряд» 2015—2016 рр.
- Офіс Харківської області у Вашингтоні[18]
- Угода про співробітництво між Харківською областю та китайською провінцією Хейлунцзян[19][20]

## Нагороди
- Заслужений економіст України (2014)[21]
- Орден «За трудові досягнення» IV ступеня (2007)
- Відзнака Міністерства оборони України (2007)
- Відзнака Міністерства економіки України (2006)
- Грамота Державної служби України у справах ветеранів війни та учасників антитерористичної операції (2016)
- Знак Міжнародного Академічного рейтингу «Золота фортуна» (2007)
- Цінний подарунок (годинник) голови обласної державної адміністрації (2007)
- Почесна грамота Харківської обласної державної адміністрації та обласної ради (2007)
- Почесна грамота Держпідприємництва України (2006)
- Почесна Грамота Харківської обласної державної адміністрації та Харківської обласної ради (2004)
- Почесний громадянин Харківської області (2018)[22].

### Декларація
- Е-декларація